# البغالة
البغالة هي إحدى القرى المحتلة والمدمرة التابعة لمركز فيق التابع لمحافظة القنيطرة في هضبة الجولان بجنوب غرب سوريا.
تتبع مركز ومنطقة فيق وكان عدد سكانها 219 ن عام 1967 وترتفع 600 م، تقع في منطقة بركانية وعرة جنوب خط التابلاين، شمال قرية خسفين بحوالي 10 كم إلى الشمال الشرقي من مدينة فيق على بعد 19 كم، تزرع بالحبوب والبقول بعلاً، وبالخضار ريّاً، وتربى فيها الأبقار والأغنام، وتعد مياه الينابيع المحلية المصدر الرئيس في تأمين مياه الشرب.